# Tipula (Eumicrotipula) fortior
Tipula (Eumicrotipula) fortior is een tweevleugelige uit de familie langpootmuggen (Tipulidae). De soort komt voor in het Neotropisch gebied.